# RER B
RER B là một trong năm tuyến trong RER ở Paris. Tuyến RER B dài 80 km (50 mi) đi qua khu vực Paris từ bắc xuống nam, với tất cả các chuyến tàu phục vụ một nhóm các nhà ga ở trung tâm Paris, trước khi phân nhánh về phía cuối của tuyến.
Tuyến chạy từ termini phía bắc Sân bay Charles de Gaulle (B3) và Mitry-Claye (B5) đến phía nam termini Robinson (B2) và Saint-Rémy-lès-Chevreuse (B4).
Bản mẫu:Paris Transport Network